# Jošanica (Zvornik)
Pour les articles homonymes, voir Jošanica.
Jošanica (en serbe cyrillique : Јошаница) est un village de Bosnie-Herzégovine. Il est situé dans la municipalité de Zvornik et dans la république serbe de Bosnie. Selon les premiers résultats du recensement bosnien de 2013, il compte 455 habitants.